# پوا (سائو پائولو)
پوا (به پرتغالی: Poá) یک منطقهٔ مسکونی در برزیل است که در ایالت سائو پائولو واقع شده‌است. پوا ۱۷٫۲۶ کیلومتر مربع مساحت و ۱۱۳٬۷۹۳ نفر جمعیت دارد و ۸۲۲ متر بالاتر از سطح دریا واقع شده‌است.